# Oul de cuc
Oul de cuc este un film românesc din 2010 regizat de Ioan Cărmăzan. Rolurile principale au fost interpretate de actorii Andi Vasluianu, Bogdan Dumitrache.

## Distribuție
Distribuția filmului este alcătuită din:
- Bogdan Dumitrache — Vasile Dragu
- Marinela Chelaru
- Rudy Rosenfeld
- Andi Vasluianu — Mitu Suveică
- George Alexandru — Detectivul
- Gabriel Spahiu — Italianu

## Primire
Filmul a fost vizionat de 424 de spectatori în cinematografele din România, după cum atestă o situație a numărului de spectatori înregistrat de filmele românești de la data premierei și până la data de 31 decembrie 2014 alcătuită de Centrul Național al Cinematografiei.